# Obra de arte (ingeniería)
Una obra de arte es una construcción de ingeniería civil levantada con el fin de asegurar el funcionamiento de una obra principal dentro de un contexto que, sin la obra de arte, afectaría ya sea el funcionamiento de la obra principal o el de su contexto. Estas obras se construyen con materiales diferentes a los de la principal y resuelve problemas específicos.
Las obras principales pueden ser caminos, canales, embalses, oleoductos, gaseoductos, acueductos, etc.
Obras de arte en la construcción de canales pueden ser pasos bajo nivel, sifones, pasos sobre nivel, alcantarillas (cruce de canales menores con caminos), cámaras (de válvulas, de cambio de dirección, de inspección, decantadoras, de rejas, de caída, vertederos, aforos), etc.: 59  En otras obras principales podrán ser túneles, terraplenes, rompeolas, etc.